# Chlorolestes elegans
Chlorolestes elegans é uma espécie de libelinha da família Synlestidae.
Pode ser encontrada nos seguintes países: Botswana, Malawi, Moçambique, África do Sul e Zimbabwe.
Os seus habitats naturais são: regiões subtropicais ou tropicais húmidas de alta altitude e rios.
Está ameaçada por perda de habitat.